# Gordon Monahan
Gordon Monahan (ur. 1 czerwca 1956 w Kingston) – kanadyjski pianista, kompozytor muzyki eksperymentalnej i artysta dźwiękowy.
Działalność artystyczną rozpoczął w 1978 r. W swoim repertuarze (poza własnymi kompozycjami) posiada także utwory innych kompozytorów, takich jak John Cage, James Tenney, Udo Kasemets i Robert Paci Dalò. Tworzy także instalacje multimedialne.

## Nagrody
Monahan zdobył pierwszą nagrodę na CBC National Radio Competition for Young Composers w 1984 roku.

## Kompozycje i instalacje multimedialne
- Jerry Lucas - Winner! (1978)
- Hear and There (1979-1980)
- Magnetic Hill Exposed (1979)
- Tidal Resonance at 45'N 64'W (1979)
- Five Silent Studies (1980)
- The Tidal Bore of the Maccan River (1981)
- ABCDEFG (1981)
- Piano Mechanics (1981-1984)
- Speaker Swinging (1982)
- I Was Drowned Out By Sound (1983)
- Long Aeolian Piano (1984)
- Large Piano Magnified (1985)
- A Magnet That Speaks Also Attracts (1986)
- Come On Baby Ride With Me, Just Like You Did One Thousand Times Before (1988)
- The Piano Thing (1989)
- Music From Nowhere (1989)
- Aquaeolian Whirlpool (1990)
- Aeolian Silo (1990)
- Aquaeolian Music Room (1991)
- KB Zed Exotic Trilogy (1991)
- The Glowing Pickle (1993-1995)
- Multiple Machine Matrix (1994-1998)
- Spontaneously Harmonious in Certain Kinds of Weather (1996)
- Tips from Mr. Shomwanship (1997)
- Fuzzy Love (2000)
- Silicon Lagoon (2000)
- When it Rains (2000)
- Etheric Theremin Garmonic (2002)
- New and Used Furniture Music (2003)
- Music for Grasslands (2004)
- Theremin in the Rain (2005)
- Piano Airlift (2006)
- Music for Gros Morne Project (2006)
- Aeolian Winds Over Claybank Saskatchewan (2006/2007)
- A Very Large Vinyl LP Constructed in Acoustic Space (2007)
- Theremin Pendulum (2008)
- Erratum Addendum (2008)
- Gamelan Klavier (2009)
- Syncopated Precipitation (2009)
- Space Becomes The Instrument (2009)
- Sauerkraut Sythesizer (2010)
- A Piano Listening To Itself (2010)
- The Chimney Effect (2011)
- Bug Bytes (2011)
- Sounds Objectified (2011)
- Resonant Platinum Records (2011/12, instalacja dźwiękowa w Singuhr Hörgalerie, Berlin)[3]